# وین بیگینز
وین بیگینز (انگلیسی: Wayne Biggins؛ زادهٔ ۲۰ نوامبر ۱۹۶۱) بازیکن فوتبال اهل بریتانیا است.
از باشگاه‌هایی که در آن بازی کرده‌است می‌توان به باشگاه فوتبال استوک سیتی، باشگاه فوتبال بارنزلی، باشگاه فوتبال لوتون تاون، باشگاه فوتبال آکسفورد یونایتد، باشگاه فوتبال لینکولن سیتی، باشگاه فوتبال ماتلوک تاون، باشگاه فوتبال نوریچ سیتی، باشگاه فوتبال منچستر سیتی، باشگاه فوتبال سلتیک، باشگاه فوتبال باکستون، باشگاه فوتبال ویگان اتلتیک، باشگاه فوتبال برنلی، و باشگاه فوتبال لیک تاون اشاره کرد.